# 斯皮爾 (伊利諾伊州)
斯皮爾（英語：Speer）是位於美國伊利諾伊州斯塔克縣的一個非建制地區。該地的面積和人口皆未知。

## 地理
斯皮爾的座標為40°59′18″N 89°39′01″W / 40.98833°N 89.65028°W，而該地的平均海拔高度為226米（即741英尺）。